# Trichorhina quisquiliarum
Trichorhina quisquiliarum är en kräftdjursart som först beskrevs av Gustav Budde-Lund 1893.  Trichorhina quisquiliarum ingår i släktet Trichorhina och familjen myrbogråsuggor. Inga underarter finns listade i Catalogue of Life.